# Cucina finlandese

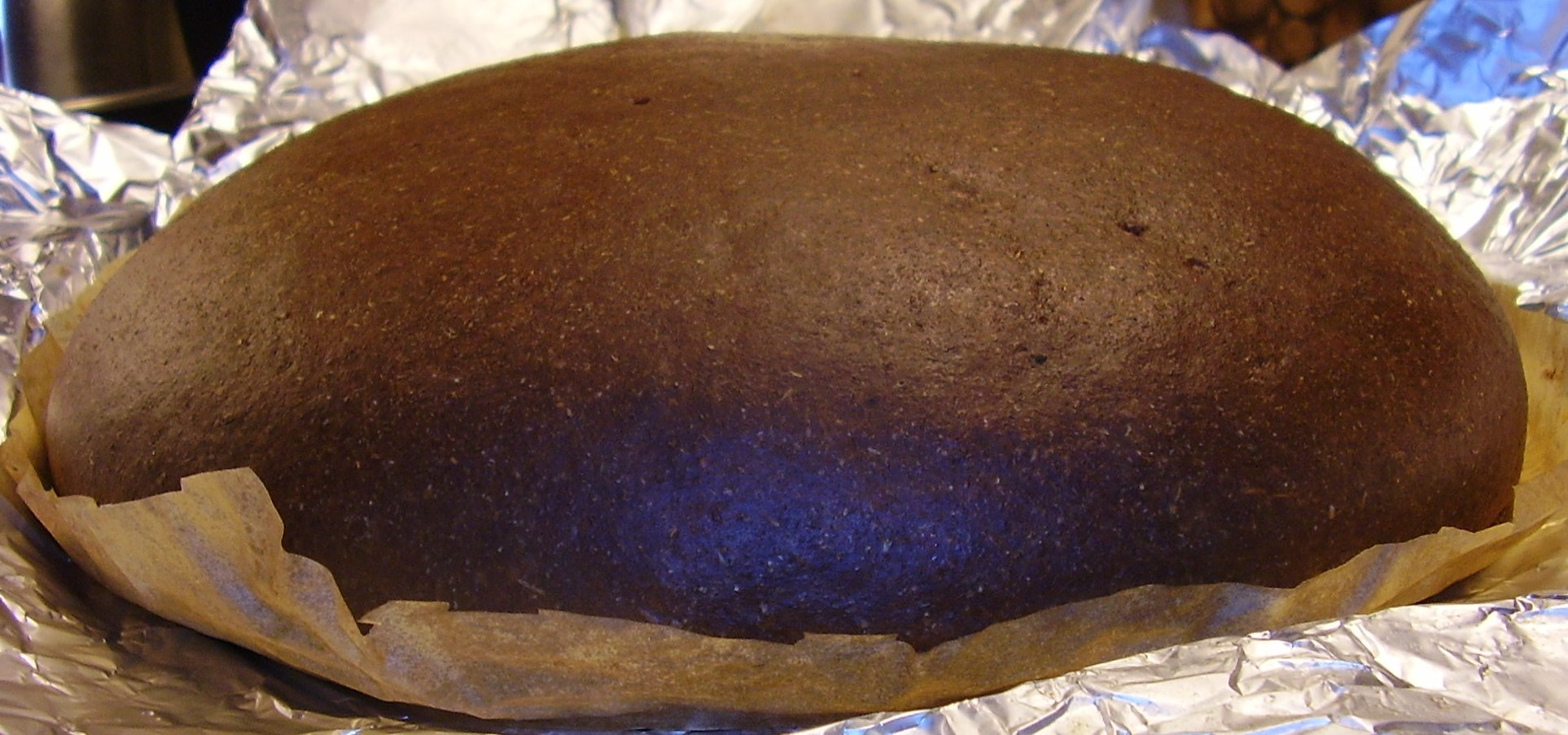
Il kalakukko, pasticcio di pane di segale, carne di maiale e pesce, così diffuso da essere considerato il piatto nazionale della Finlandia.

La cucina finlandese è l'espressione dell'arte culinaria sviluppata in Finlandia. Non ha una grande varietà di piatti ed ingredienti, in parte a causa del clima rigido che non permette la coltivazione della maggior parte dei prodotti agricoli. 
Tra i piatti tradizionali si ricordano il karjalanpiirakka, il kalakukko, la Joulupöytä, il ruisreikäleipä, il mämmi e la pulla. 
In tempi recenti la Finlandia si è aperta molto più che in passato alle culture culinarie straniere, creando così piatti che fondono la tradizione tipica finlandese e la cultura culinaria estera, specialmente italiana e francese.

## Abitudini alimentari
Le abitudini alimentari finlandesi seguono la tradizione scandinava. Vi sono cinque pasti principali.
- Aamupala, la colazione, consiste in alimenti sia dolci, come lo yogurt e frutta, sia salati, come il pane di segale e il kinkku, una sorta di prosciutto.
- Lounas, il pranzo, prevede piatti e alimenti per lo più salati quali carne, pesce, zuppe, oggigiorno anche pasta e talvolta pizza. Spesso le famiglie che abitano in campagna amano pranzare all'aperto organizzando dei barbecue.
- Välipala, lo spuntino, ricalca quasi la colazione, anche se generalmente le porzioni sono ridotte. Si consuma anche porridge (puuro in finlandese) nelle sue varianti ai frutti di bosco e al cioccolato (marjapuuro e suklaapuuro). Molto particolari sono le “zuppe” di frutti di bosco (marjakiisseli) e le zuppe di latte (maitokiisseli), ovvero latte bollito con farina, zucchero e vaniglia in modo da renderlo più denso e aromatico. Molto spesso si sostituisce lo spuntino con un caffè o tè accompagnato da una porzione di dolce.
- Illallinen, la cena, di solito è costituita da pochi piatti ed è simile al pranzo.
- Iltapala, ovvero lo “spuntino della cena”, consiste in uno snack dopo-cena generalmente leggero.

Tradizionalmente in Finlandia si pasteggia con latte o con birra (se i commensali sono maggiorenni). L'acqua si serve solo nei ristoranti, così come altre bevande quali cola, aranciata e limonata.
Nei pasti principali, ovvero il pranzo e la cena, si usa mettere al centro tavola un piatto con varie verdure crude affettate (cetrioli, pomodori, peperoni...) con cui accompagnare il pasto.

## Ingredienti e prodotti
Il clima rigido, soprattutto nella stagione invernale, rende proibitiva la coltivazione di moltissimi prodotti; di conseguenza la cucina finlandese è povera di prodotti tipici e quasi del tutto priva di eccellenze agroalimentari. 
Tuttavia vi sono prodotti molto presenti nell'alimentazione dei finlandesi che vale la pena osservare.
In Finlandia vengono prodotti burro e latte di altissima qualità. Sovente si usa il burro, e non l'olio, per rosolare i cibi. Si consuma molto yogurt e viili, latte cagliato di consistenza gelatinosa (presente nell'alimentazione anche di altri paesi oltre alla Finlandia).
I finlandesi mangiano una grande varietà di frutta e verdura, la maggior parte della quale è importata dall'estero. Molto popolari sono i frutti di bosco e le bacche, molto amate dai finlandesi. Una particolare bacca chiamata lakka, ovvero camemoro, dal sapore acidulo, viene sia consumata a crudo, sia utilizzata per alcuni prodotti quali il lakkalikööri (liquore di lakka), marmellate, gelati. Inoltre, si produce il miele di fiori di camemoro.
La tradizione alimentare finlandese vanta molteplici tipi di pane, la maggior parte dei quali costituiti da farina di segala (come il ruisreikäleipä) o di altri cereali.
Per quanto riguarda la carne, i finlandesi consumano prevalentemente quella di manzo. Vi sono ottime salsicce, molto simili ai würstel: spesso si lasciano cuocere sulle pietre roventi avvolte da carta argentata e si mangiano durante la sauna. Si consumano anche altri animali quali la lepre, la renna (affumicata) e l'alce, ma queste ultime sono in genere più care.
A margine, interessante è l'attenzione verso la caccia al villisika, caratteristico cinghiale lappone.
Molto particolare è l'utilizzo dello xilitolo come dolcificante: lo xilitolo viene infatti ricavato dalle betulle ed è meno calorico e non dannoso per la salute. 
La cucina segue i ritmi delle stagioni che influenzano i piatti. Solitamente la materia prima è rappresentata da pesce, carni, latticini, patate, verdure e cereali.